# Nhông cát benly
Nhông cát Benly, hay còn gọi là nhông thường, nhông hoa, nhông, dông, dông cát, dông cát benly, dông thường (danh pháp hai phần: Leiolepis belliana (Hardwicke & Gray, 1827)) là một loài nhông cát thuộc chi Nhông cát. Chúng sinh sống ở Đông Dương, Malaysia, Indonesia, Thái Lan. Tại Việt Nam có ở Kiên Giang.
Mình chúng có đốm màu vàng trên lưng và các sọc vàng cam và đen hai bên hông, có màu sắc sặc sỡ. Thức ăn chủ yếu của chúng là thực vật, gặm các nụ và chồi cây, ngoài ra chúng còn ăn trứng bọ cánh cứng, bướm và các côn trùng khác. Con cái đẻ 3-8 trứng trong hang vào thời gian nóng và khô trong năm; sau các cơn mưa lớn đầu mùa. Nhông con nở ra, có sọc và đuôi màu đỏ nhạt, sống chung hang với nhông mẹ trong nhiều tháng trước khi tự đào hang riêng ở gần đó. Loài này đã được du nhập vào Florida, Hoa Kỳ.

## Phân loài
Chi Nhông cát Leiolepis
- Nhông cát benly Leiolepis belliana
  - Nhông cát benly L. b. belliana [3] Gray, 1827
  - Nhông cát benly L. b. ocellata [4] Peters, 1971